# 1944年のラジオ (日本)
1944年のラジオ (日本)では、1944年の日本のラジオ番組、その他ラジオ界の動向について記す。

## 主な番組関連の出来事
- 3月30日 - 「本土決戦は必至」との情勢から、夜間の放送が従来の群別放送から、再び全国統一周波数による放送となる[1]。
- 10月 - 「地区ごとに確実に防空情報を伝達する」必要性、また電波管制の防空効果が疑問とされたことなどから、昼夜とも群別放送の形に戻される[1]。
- 12月25日 - 米軍、サイパン島・KSAIからNHKの全国統一周波数と同一周波数で日本向け宣伝放送を開始[2]。

## 主なその他ラジオ関連の出来事
- 5月17日 - 日本放送協会が高松で放送開始。
- 7月25日 - 第3次パラオ大空襲によってパラオ放送局の送信施設が破壊され、パラオ放送局機能喪失。8月1日に日本軍司令部と南洋庁の勧告により、パラオ放送局を閉鎖。

## 主な放送番組

### 開始番組

#### 1944年1月放送開始
日本放送協会全国放送
- 17日 - 療養所の時間[3]

#### 1944年2月放送開始
日本放送協会全国放送
- 22日 - 職場のうた[3]

#### 1944年4月放送開始
日本放送協会全国放送
- 15日 - 地方増産だより[3]